# Gaston Toussaint
Pour les articles homonymes, voir Toussaint.
Gaston Toussaint  ou Gaston Henri Toussaint est un sculpteur français, né le 7 septembre 1872 à Rocquencourt, et mort le 20 mars 1946 dans le 14e arrondissement de Paris. Il est praticien d'Antoine Bourdelle.

## Biographie
Gaston Toussaint passe son enfance à Castres, se forme dans l'atelier du sculpteur Alphonse Gasc puis entre à l’École des beaux-arts de Toulouse en 1894. En 1897, il se rend à Paris et s'inscrit à l’École des beaux-arts, il y reste jusqu'en 1900, date à laquelle il rencontre vraisemblablement Antoine Bourdelle. Il travaille auprès de Bourdelle, sur le chantier des bas-reliefs du théâtre des Champs-Élysées en 1913, ainsi qu'au monument au général argentin Carlos María de Alvéar pour lequel Bourdelle reçoit la commande à la même période, comme l'indique notamment une lettre de Bourdelle à Toussaint datée de 1915. Gaston Toussaint expose ses œuvres au Salon des Tuileries de 1923 à 1939.
Il a participé à la réalisation des monuments aux morts de la guerre de 1914-1918 à Lavaur, à Castres, à Mazamet, et à Carmaux (inscrit monument historique).

## Distinction
Gaston Toussaint est nommé chevalier dans l'ordre national de la Légion d'honneur par décret du 21 mai 1925.

## Œuvres
- Dix œuvres de Gaston Toussaint dans les collections en ligne du Centre national des arts plastiques[10].
- Gaston Toussaint, Crépuscule, s.d., pierre, 76 x 20 x 25 cm, Roubaix, Musée d'art et d'industrie (La Piscine), dépôt du CNAP, Inv. FNAC 3723.